# Ungheria ai Giochi della XXIV Olimpiade
L'Ungheria partecipò ai Giochi della XXIV Olimpiade, svoltisi a Seul, Corea del Sud, dal 17 settembre al 2 ottobre 1988, con una delegazione di 188 atleti impegnati in venti discipline.

## Risultati

### Pallanuoto
| Atleta | Classifica |                     |
| --- | --- | ------------------- |
| V · D · M Nazionale maschile ungherese di pallanuoto · Giochi olimpici - Seul 1988 1 Kuna · 2 Bujka · 3 Schmiedt · 4 Petőváry · 5 Pintér · 6 Keszthelyi · 7 Vincze · 8 Mohi · 9 Pardi · 10 L. Tóth · 11 Gyöngyösi · 12 Kósz · 13 I. Tóth · CT : Zoltán Kásás | 5° |                     |
| Nazionale maschile ungherese di pallanuoto · Giochi olimpici - Seul 1988 | |                     |
| 1 Kuna · 2 Bujka · 3 Schmiedt · 4 Petőváry · 5 Pintér · 6 Keszthelyi · 7 Vincze · 8 Mohi · 9 Pardi · 10 L. Tóth · 11 Gyöngyösi · 12 Kósz · 13 I. Tóth · CT: Zoltán Kásás                                                                                     | 1 Kuna · 2 Bujka · 3 Schmiedt · 4 Petőváry · 5 Pintér · 6 Keszthelyi · 7 Vincze · 8 Mohi · 9 Pardi · 10 L. Tóth · 11 Gyöngyösi · 12 Kósz · 13 I. Tóth · CT: Zoltán Kásás | Ungheria (bandiera) |